# Gerard 't Hooft
Gerardus 't Hooft, född 5 juli 1946 i Den Helder, är en nederländsk fysiker som mottog Nobelpriset i fysik år 1999. Han tilldelades priset för sina "avgörande insatser rörande kvantstrukturen hos teorin för elektrosvag växelverkan i fysiken". Han delade priset med sin landsman Martinus J.G. Veltman, som var hans handledare under doktorandtiden.
't Hooft doktorerade i fysik 1972 vid universitetet i Utrecht och har varit professor i fysik vid detta universitet sedan 1977. Han är ledamot av Nederländernas vetenskapsakademi sedan 1982.
't Hooft och Veltman utvecklade de matematiska grunderna för den så kallade Standardmodellen för elementarpartiklar som beskriver och grupperar alla kända sådana partiklar. Genom deras arbete kan partiklars egenskaper bättre beräknas och förutsägas. Mer specifikt utvecklade de en metod för att demonstrera att gaugeteorier med spontant symmetribrott är renormerbara. Det viktigaste exemplet på en sådan teori är teorin för den svaga växelverkan som föreslagits av Sheldon Glashow, Steven Weinberg och Abdus Salam. Detta bevis var det avgörande steget som ledde till att Standardmodellen accepterades bland fysiker i allmänhet. 
Asteroiden 9491 Thooft är uppkallad efter honom.